# Norrie Paramor
Norman William “Norrie” Paramor (* 15. Mai 1914 in London; † 9. September 1979 ebenda) war einer der erfolgreichsten britischen Produzenten für Rock- und Popmusik und hat die Karrieren insbesondere von Cliff Richard und den Shadows maßgeblich beeinflusst.

## Werdegang
Paramor hatte Klavierspielen gelernt und begann im Jahre 1929 als Pianist bei Tanzbands, als er gerade 15 Jahre alt war und das Gymnasium vorzeitig verlassen hatte. Danach arrangierte er für die Tanzbands von Jack Harris und Maurice Winnick. Bei der Royal Air Force spielte er ab 1941 während des Zweiten Weltkrieges in einer Militärband und kam dort zur Ralph Reader Gang Show, deren musikalischer Leiter er wurde. Nach dem Krieg spielte er ab 1945 Piano für die Band Pieces of Eight von Harry Gold, wo er etwa bei den Aufnahmen Did You Ever Try Fryin‘ Snowballs (aufgenommen am 9. Februar 1949) oder Boo-Bee-Oo-Bee (13. Oktober 1949) mitwirkte. Nach einem kurzen Intermezzo als Bandleader der eigenen Band „Norrie Paramor & His Octet“ tauchte er als Begleitung für Beatrice Kay beim klassischen Old Piano Roll Blues vom 14. März 1950 auf und spielte danach mit seiner Band für Marie Benson am 15. Mai 1950 Let’s Do It Again ein.
Im Jahre 1951 erhält Paramor einen eigenen Plattenvertrag beim EMI-Tochterlabel Columbia Records, wo er mit seiner Band Ende 1951 den Banjo Rag (Columbia DB #2981) aufnahm. Es folgten im Jahre 1952 fünf weitere Singles mit authentischem Dixieland- oder Rag-Material.

## Produzent bei Columbia Records

Eddie Calvert - Oh, mein Papa

Ab 1952 wechselte er vom Interpreten zum Produzenten hinter dem Mikrofon, zur damaligen Zeit noch als Recording Director bezeichnet. Seine Produzententätigkeit verhalf den Abbey Road Studios und Columbia Records schnell zu einem ersten Rang in der britischen Hitparade. Paramor produzierte die Instrumentalhits des Trompeters Eddie Calvert, beginnend mit Hora Staccato im Januar 1953. Am 29. Juli 1953 produzierte Paramor für ihn die Schweizer Komposition Oh, Mein Papa, die nach ihrer Veröffentlichung im September 1953 zum ersten Millionenseller des Columbia-Labels und der Abbey Road-Studios avancierte. Ab September 1954 produzierte er die Balladensängerin Ruby Murray, deren zweite Single Heartbeat gleich bis auf Rang drei der britischen Hitparade vordringen konnte. Schon die im Januar 1955 erschienene übernächste Single Softly, Softly kam bis auf den ersten Platz. Von 1955 an beaufsichtigte Paramor auch die Tonaufnahmen vom Balladensänger Michael Holliday, angefangen mit der am 23. August 1955 aufgenommenen Coverversion des Titels The Yellow Rose of Texas. Aus der erfolgreichen Zusammenarbeit resultierten zwei Tophits, und zwar der am 10. Dezember 1957 aufgenommene Titel Story Of My Life und der am 6. November 1959 entstandene Song Starry Eyed.
Ab 1957 versuchten die britischen Plattenlabels verstärkt, eigene Interpreten für den Rock & Roll zu gewinnen, dessen amerikanische Urform die britischen Hitparaden dominierte. Obwohl Paramor eher Balladen und leichte Popmusik bevorzugte, gelang ihm der von der Fachwelt als erste britische Rock-&-Roll-Aufnahme klassifizierte Titel Teach You To Rock von Tony Crombie & His Rockets, veröffentlicht im Oktober 1956. Produziert von Paramor, war Crombie eigentlich ein Jazz-Schlagzeuger, doch dieser Titel erreichte lediglich einen enttäuschenden Rang 25 der britischen Charts. Es bestand eine unausgesprochene Konkurrenz auf der Suche nach geeigneten britischen Rock-Stars zwischen Paramor und George Martin, der zeitgleich Labelchef und Produzent beim Schwesterlabel Parlophone war. Martin hatte bei der Suche noch keinen Erfolg vorweisen können.

## Cliff Richard und die Shadows
Anfang Juli 1958 erhielt Paramor ein Demonstrationstonband mit einem jungen Sänger aus Kaffee-Bars (etwa „The 2i’s“) namens Harry Webb (alias Cliff Richard) und seiner Begleitgruppe Drifters (alias Shadows). Noch bevor sich ein Erfolg einstellte, wurde Paramor zum Artist & Repertoire-Chef bei Columbia ernannt. Er wollte anfangs nur Cliff Richard aufnehmen, nicht jedoch dessen Begleitband Drifters. Auf den am 24. Juli 1958 aufgenommenen Titeln Move It! / Schoolboy Crush sind deshalb nicht die Drifters (Shadows) komplett zu hören, sondern lediglich der Komponist und deren Gitarrist Ian „Sammy“ Samwell sowie auf Wunsch Paramors die Studiomusiker Ernie Shear (Gitarre) und Bassist Frank Clarke. Am Tag danach erhält Cliff Richard einen Plattenvertrag. Ergebnis der Aufnahmesession war eine authentische Rock-&-Roll-Aufnahme, die nach Veröffentlichung am 29. August 1958 auf den zweiten Rang der britischen Charts stürmte, begünstigt durch Auftritte in Jack Goods TV-Musiksendung Oh Boy am 13. September 1958 oder im BBC „Saturday Club“ am 25. Oktober 1958.
Als es Zeit wurde für Richards erstes Album, hatte Paramor eine in der Popbranche bis dahin ungewöhnliche Idee. Er produzierte am 9. und 10. Februar 1959 ein Live-Album mit hunderten schreiender Fans – wenn auch ins Studio 1 von Abbey Road eingeladen. Hierzu wurde das Studio eigens in eine Tanzhalle umgebaut. Nach seiner Veröffentlichung am 1. April 1959 konnte das Album den vierten Rang der britischen LP-Charts erreichen und erzielte den Status eines Meilensteins der frühen britischen Rockmusik.

Cliff Richard - Living Doll

Gleichzeitig war es der Beginn einer kaum zu überbietenden Produktionszusammenarbeit. Die erste Nummer eins und der erste Millionenseller wurde am 28. April 1958 mit Living Doll produziert, und der am 25. Juli 1958 entstandene Nachfolgehit Travellin‘ Light erreichte ebenfalls die Spitzenposition. Das schafften insgesamt 9 Titel, bis auf The Minute You’re Gone unter Regie von Paramor entstanden. Paramor produzierte für Cliff Richard insgesamt 62 Singles (von Move It! bis Living In Harmony, das im August 1972 veröffentlicht wurde), zahlreiche EPs und 24 LPs. Dann übernahm Dave Mackay die Produktionsregie ab A Brandnew Song, und gleich das am 28. Dezember 1972 entstandene Power To All Our Friends konnte die nachlassende Hitattraktivität von Cliff Richard wiederbeleben.
Anfangs wurden die Shadows ausschließlich als Begleitgruppe bei Cliff Richard-Aufnahmen und Auftritten eingesetzt. Die hohe instrumentale Qualität der Band brachte Paramor auf die Idee, die Shadows als Instrumentalgruppe auch eigenständig zu vermarkten. Dieses Konzept ging auf, denn für die Shadows produzierte Paramor eine selten übertroffene Erfolgsserie eingängiger Instrumentalhits. Bereits deren zweite Single Apache entwickelte sich nach ihrer Veröffentlichung am 16. Juli 1960 zum weltweiten Millionenseller und erreichte den ersten Platz der britischen Charts. Wonderful Land von den Shadows stand 1962 sogar acht Wochen lang auf Rang 1, länger als jedes Beatles-Stück. Insgesamt produzierte er 30 Singles bis März 1968, wobei ein Zeitfenster für Instrumentalaufnahmen in der britischen Hitparade bis 1964 bestand. Zwischen 1960 und 1964 entstanden unter Regie von Paramor insgesamt fünf Hits, die den ersten Platz der Charts schafften – allesamt rhythmusintensive und melodische Instrumentalhits.

## Weitere Erfolge als Produzent
Norrie Paramor war jedoch durch die intensive und produktive Zusammenarbeit mit Cliff Richard und den Shadows keineswegs voll ausgelastet. Er hatte Zeit, sich auch um andere britische Pop-Interpreten zu kümmern. Frank Ifield, vielseitig genug, um sowohl Balladen als auch Popmusik zu interpretieren, kam am 5. November 1959 nach London und unterschrieb beim Columbia-Label. Paramor feilte geduldig am ersten Tophit, der dann erst am 27. Mai 1962 mit dem gejodelten Titel I Remember You entstand. Ifield spielte ihm auf der Gitarre den aus dem Film „The Fleet’s In“ (Dorothy Lamour, 1942) stammenden Song mit Jodeln vor, Paramor war erstaunt und buchte das Studio. Die Mundharmonika spielt am Anfang erste Takte der Waltzing Matilda, gefolgt von Gitarrenläufen und Falsetto-Gesang. Nachdem die Platte am 29. Juni 1962 auf den Markt gekommen war, verkaufte sie sich weltweit über zwei Millionen Mal, alleine 1,096 Millionen in Großbritannien. Die Silberne Schallplatte wurde bereits nach zwei Wochen verliehen, alleine am 17. Juli 1962 wurden 102.500 Stück verkauft. Der Titel löste eine Hitfolge von zwei weiteren aufeinander folgenden Topplatzierungen für Ifield aus, der damit zum einzigen britischen Künstler mit diesem Rekord aufstieg. Unterbrochen durch Nobody’s Darling But Mine, gelang Ifield noch die Nummer eins mit Confessin‘, produziert wiederum durch Paramor am 14. November 1962.
Noch waren die Beatles nicht bekannt, als Paramors langjähriger Assistent John Schroeder im Jahre 1960 die 13-jährige Helen Shapiro in der High School entdeckte. Paramor glaubte beim Anhören des Demobandes, die Stimme eines Jungen zu hören. Schroeder komponierte für sie den passenden Protestsong Don’t Treat Me Like A Child, der am 16. Januar 1961 in der Abbey Road entstand. Er konnte sich bis auf einen dritten Platz vorarbeiten, während die wiederum aus der Feder von John Schroeder/John Hawker stammenden You Don’t Know (veröffentlicht am 23. Juni 1961) und die nachfolgende Single Walking Back To Happinnes (22. September 1961) beide die Topposition erreichen konnten.
1958 produzierte Paramor den Titel Which Witch Doctor für das Mädchen-Duo Avons (das Dance On für die Shadows geschrieben hatte). Am 20. November 1959 unterschreibt Paramor zusammen mit dem Rock-Sänger Toni Eden einen Plattenvertrag. Paramor trug oft mit zu Cliff Richard-Songs bei, indem er Piano spielte oder seine Paramor-Strings den Sänger begleiteten. Paramor leitete Richard in weichere Popstile, als er 1961 erkannte, dass der echte Rock & Roll nicht mehr gefragt war. Cliff sang nun auch Balladen ohne Shadows – ein Konzept, das aufging, weil EMI dadurch zwei Interpreten präsentieren konnte.
Seit April 1966 befand sich das Trio Scaffold in der Obhut des erfolgsgewohnten Produzenten George Martin. Nach ihm versuchten auch andere Produzenten das Humortrio zum Erfolg zu bringen, in dessen Reihen sich mit Mike McGear der Bruder von Paul McCartney befand. Am 20. Februar 1968 schließlich übernahm Paramor die Regler, und nach zwei erfolglosen Singles produzierte er am 9. August 1968 mit ihnen das Traditional Lily The Pink, das sich zum Millionenseller entwickelte. Als weitere Erfolge ausblieben, übergab Paramor seine Funktion an Kollegen. In jenem Jahr 1968 hatte Paramor seine eigene Produktionsgesellschaft gegründet.

## Orchesterleiter und Komponist
Neben seinem Hauptberuf als Plattenproduzent fand Paramor immer wieder Zeit für Aufnahmen mit seinem Orchester. Außerdem komponierte er zahlreiche Popsongs. Dazu gehörten Paramambo, Silly Billy oder Wedding Day für sein Orchester (1954). Paramor leitete zwischen Oktober 1953 und Mai 1955 das Orchester Josef Locke. Erfolgreich waren seine Kompositionen für andere Interpreten, darunter etwa A Voice In the Wilderness (erschienen im Januar 1960) für Cliff Richard, The Frightened City (April 1961) oder The Savage / Peace Pipe (November 1961) für die Shadows.
Ab 1954 spielte Paramor Singles und LPs mit seinem Orchester ein oder ließ sein Orchester andere Interpreten begleiten. So auch die US-Sängerin und Schauspielerin Judy Garland, die vom Norrie Paramor-Orchester begleitet wurde. In einer produktiven Session entstanden zwischen dem 2. August 1960 und dem 8. August 1960 insgesamt 20 Titel in sieben Tagen. Das Doppelalbum mit den – übrigens von Norman Newell produzierten – Titeln Judy in London erschien erst postum im Jahre 1972.
Im Jahre 1972 verließ Paramor – inzwischen seit 20 Jahren bei EMI tätig – den britischen Plattenkonzern und widmete sich wieder der Funktion des Orchesterleiters. Zwischen 1973 und 1978 war er Direktor des BBC Radio Midland-Orchesters, das vorher kurze Zeit ohne Dirigenten dagestanden hatte. Vereinzelt produzierte er – mittlerweile unabhängig – Gruppen wie die Excaliburs. Im Jahre 1979 verstarb einer der wichtigsten Pop-Produzenten der britischen Musikgeschichte an Krebs.

## Filmmusik
- 1961: Die Peitsche (The Frightened City)
- 1961: Twen-Hitparade (It's trad, Dad)
- 1962: Das letzte Wort hat sie (A Pair of Briefs)
- 1962: O Darling – was für ein Verkehr (The Fast Lady)
- 1963: Doktor in Nöten (Doctor in Distress)
- 1964: Ach, du lieber Vater (Father came too)
- 1966: Hilfe, die Bombe ist weg! (Finders, Keepers)
- 1970: Inzest (My Lover, my Son)
- 1979: Kashmiri Run

## Statistik
Norrie Paramor produzierte in den Abbey Road Studios insgesamt 771 Titel, überboten lediglich durch Kollege George Martin beim Schwester-Label Parlophone. Hiervon gelangten insgesamt 25 Titel auf den ersten Rang der britischen Hitparade. Er komponierte über 50 Titel. Am 17. Oktober 1958 erhielt er den inoffiziellen Titel „Artist & Repertoire-Manager des Jahres“ von der Musikzeitschrift New Musical Express.